# Tessa Rinkes
Tessa Rinkes (* 14. September 1986 in Hannover) ist eine ehemalige deutsche Fußballspielerin, die zuletzt beim FSV Gütersloh 2009 unter Vertrag stand.

## Karriere

### Vereine
Rinkes begann fünfjährig beim SV Wacker Osterwald, einem Stadtteilverein aus Garbsen, mit dem Fußballspielen und setzte es für zwei Jahre beim SV Suttorf, einem Stadtteilverein aus Neustadt am Rübenberge fort, ehe sie 1999 zum Mellendorfer TV in die Gemeinde Wedemark wechselte. Nach einiger Zeit rückte sie in die erste Mannschaft und mit ihr 2005 in die Regionalliga Nord auf; daraufhin wurde sie vom Bundesligisten Hamburger SV verpflichtet. Da sie sich allerdings nicht durchzusetzen vermochte, bestritt sie bis 2007 nur sieben Bundesligaspiele. Ihr Debüt gab sie am 23. Oktober 2005 (7. Spieltag) bei der 0:1-Niederlage im Auswärtsspiel gegen den FC Bayern München mit Einwechslung für Marion Wilmes in der 43. Minute als Mittelfeldspielerin.
Wegen eines sicheren Studienplatzes wechselte sie 2007 zum Zweitligisten FF USV Jena, mit dem sie 2008 als Meister der Gruppe Süd in die Bundesliga aufstieg. Nachdem sie den Stammplatz in Jenas Tor an Jana Burmeister verloren hatte, wechselte sie 2010 zum Bundesligaaufsteiger Herforder SV; ihr Studium setzte sie im benachbarten Bielefeld fort.
Im Sommer 2011 wechselte sie zum norwegischen Erstligisten Arna-Bjørnar nach Bergen, kehrte aber bereits im Januar 2012 zum Bundesligisten FF USV Jena zurück. Am 24. Mai 2012 gab sie ihren Wechsel zum Bundesligaaufsteiger FSV Gütersloh 2009 bekannt. Am Saisonende stieg sie mit der Mannschaft in die 2. Bundesliga ab, in der sie lediglich vier Punktspiele und ihr letztes am 8. Dezember 2013 (11. Spieltag) beim 4:2-Sieg im Heimspiel gegen Werder Bremen bestritt. Danach beendete sie ihre aktive Fußballer-Karriere.

### Nationalmannschaft
Ihr Debüt als Nationalspielerin gab sie am 10. Oktober 2001 beim 2:0-Sieg der U-17-Nationalmannschaft über die Auswahl Schwedens; bis 2003 bestritt sie weitere 24 Länderspiele.
Für die U-19-Nationalmannschaft bestritt sie 24 Länderspiele, wobei sie ihr Debüt am 29. Juli 2003 beim 6:0-Sieg über die Auswahl Englands gab. Sie nahm an der vom 28. Juli bis 8. August 2004 in Finnland ausgetragenen U-19-Europameisterschaft teil und beendete das Turnier mit der Mannschaft als Zweitplatzierte, nachdem das Finale mit 1:2 gegen die Auswahl Spaniens verloren wurde. In der vom 10. bis 27. November 2004 in Thailand ausgetragenen U-19-Weltmeisterschaft nahm sie ebenfalls teil, erreichte mit der Mannschaft ebenfalls das Finale, das allerdings mit 2:0 gegen die Auswahl Chinas gewonnen wurde.
Am 18. Juli 2006 bestritt sie ihr einziges Länderspiel für die U-21-Nationalmannschaft, das gegen die Auswahl Finnlands mit 3:0 gewonnen wurde. Ebenfalls nur einen Einsatz hatte sie in der U-23-Nationalmannschaft, die am 22. Juli 2007 in Finnland mit 6:0 gewann.
Als Studentin nahm Rinkes mit der Studentinnen-Nationalmannschaft des adh, deren Spielführerin sie war,  an der Universiade 2009 in Belgrad teil. Am 30. Juni und am 3. Juli 2009 bestritt sie zwei Gruppenspiele gegen die Studentenauswahlmannschaften Koreas (0:4) und Brasiliens (0:3). Die drei weiteren Turnierspiele einschließlich des Spiels um Platz 9, das am 10. Juli gegen die Auswahl Polens mit 0:2 verloren wurde, bestritt Caroline Rieger für sie im Tor.

## Erfolge
- U-19-Weltmeister 2004
- Zweite der U-19-Europameisterschaft 2004
- Meister 2. Bundesliga Süd 2008 und Aufstieg in die Bundesliga 2008